# برج رکن الدین
بقایای برج رکن الدین مربوط به دوره صفوی است و در شهرستان سپیدان، بخش همایجان، دهستان همایجان، داخل روستای خلار، مجاور خانه موسوی واقع شده و این اثر در تاریخ ۲۶ اسفند ۱۳۸۶ با شمارهٔ ثبت ۲۱۸۳۸ به‌عنوان یکی از آثار ملی ایران به ثبت رسیده‌است.